# Been Caught Stealing
Been Caught Stealing (рус. Пойман на краже) — песня американской альтернативной рок-группы Jane's Addiction, выпущенная в виде сингла с альбома Ritual de lo Habitual 15 ноября 1990 году на лейбле Warner Bros. Records. В 2006 году песня была перевыпущена на сборнике Up from the Catacombs – The Best of Jane’s Addiction. Это самая популярная песня группы; на протяжении 4 недель сингл держался на 1 месте в американском чарте Billboard 200. Журнал Rolling Stone выделил собачий лай звучащий в песне: «самое лучшее использование собачьего лая со времён „Pet Sounds“». Вокалист Перри Фаррелл вспоминал: «Это была Энни <…> Я взял её из приюта, и в тот день я в ней сильно нуждался; вот почему она была в студии, а не дома тогда… Когда я был в кабинке уже в наушниках и когда я пел, Энни возбуждённо лаяла „Гав! Гав! Гав!“. То что её лай записался, это просто случайность».